# Слободан Трајковић
Слободан Трајковић (Приштина, 1954) српски је сликар. Живи и ради у Лондону и Београду.

## Биографија
Студирао је сликарство на Академији ликовних уметности у Београду 1973 — 1978. а потом је постдипломске студије похађао од 1978. до 1980. на истој Академији. На специјализацији је боравио на École Nationale Supérieure des Beaux-Arts у Паризу 1982 — 1983. године.

## Уметничко дело
Као млад уметник Слободан Трајковић је радикално подривао изглед форме сликарства, стварајући разноврсне и волуминозне структуре. Већ тада је одбацио академски језик уметности и започео стварање просторних радова и инсталација који су припадали тадашњем преокрету уметност осамдесетих у Београду. Он је касније потпуно напустио идеју „прављења“ слике, што је био одлучујући корак ка једном специфичном естетичком стању употребе боје којом је организовао један истовремено фигуративни и апстрактни микс, који су чиниле углавном хроматски агресивне, визуелно веома променљиве структуре. Као уметнику прелазног периода између осме и девете деценије прошлог века, Трајковићу је остављено на располагање да се аутоматски ухвати неконтролисане активности своје сликарске руке. Затим је дуго година живео у Њујорку где је школа апстрактне уметности још увек била активна инспирација за тамошње уметнике. Он је био суочен са озбиљним креативни помаком услед сукоба између европских и америчких уметничких схватања. Затим се преселио у Лондон и тиме се вратио европској традицији којој више није недостајао некадашњи Нови свет креативног пластичког израза. Он је сада поново нашао оспоравану коегзистенцију противречности облика: органских-вештачких, шарених-ахроматских (или црно-белих), грубих-нежних, тврдих-крхких. Његова пиктурална изражајност је и даље суверено управљала његовим делом у новим серијама радова. Цртежи, објекти, скулптуре, инсталације, дводимензионални и тродимензионални радови изведени у различитим материјалима остали су у његовој познатој игри медијација. У његовим уметничким трагањима дијалектика је остала стална функција и креативни извор - ванвременски „ремикс“. Унутрашњи креативни развој за њега нема крај.

## Самосталне изложбе
- 1976 Цртежи, Галерија Народног позиришта, Приштина
- 1979 „Синтетичка стаза“, Галерија СКЦ, Београд
- 1980 Слике и објекти, Галерија Дома омладине, Београд
- 1982 Цртежи, Галерија градског позоришта, Шибеник
- 1984 „Рајске приче“, Салом Музеја савремене уметности, Београд, Мала галерија, Музеја модерне уметности, Љубљана, Галерија „Медуза“, Копар
- 1984 „Знаци“, „Необичне биљке“, „Рајске приче“, Галерија уметности, Приштина
- 1984 Слике, објекти и цртежи, Уметничка галерија “Надежда Петровић”, Чачак
- 1984 „Absurd Plants“, YAVA-1 Gallery, New York
- 1985 „Battle Arena“, Alternative Museum, New York
- 1985 Слике и цртежи, Галерија Модерне уметности, Љубљана
- 1986 Paintings, Tomoko Liguori Gallery, New York
- 1989 Слике, Галерија „Лада“, Београд
- 1988 „Митолошки простор“, Галерија Себастијан, Београд, Галерија Себастијан, Вараждин
- 1988 Цртежи, Галерија „Лада“, Београд
- 1996 Слике, Галерија УЛУС, Београд
- 1998 New paintings, Stefan Stux Gallery, New York
- 2001 „Реке и обале“, Галерија Културног центра Београда, Београд
- 2006 „Metamorphosis“, Florence Trust, London
- 2007 „Метаморфозе“, Продајна галерија „Београд“, Београд
- 2008 „На трагу меморије“, Галерија Звоно, Београд
- 2009 "A Midsummer’s Night Dream", Ikona Gallery, Венеција
- 2009 "A Midsummer’s Night Dream", Institute of Contemporary Arts, Singapore
- 2012 „Откривање лица“, Галерија Блок, Нови Београд
- 2012 „Балканска рапсодија“, Галерија Озон, Београд